# Instinct (serie televisiva)
Instinct (stilizzato come INSTIИCT) è una serie televisiva statunitense, creata da Michael Rauch per il network CBS.
La serie, basata sul romanzo Murder Games di James Patterson e Howard Roughan, ha debuttato negli Stati Uniti d'America il 18 marzo 2018, mentre in Italia l’8 aprile 2018 su Rai 2. La serie è stata cancellata dopo 2 sole stagioni.

## Trama
L'ex agente della CIA, Dylan Reinhart, è uno stimato professore e un romanziere apertamente gay. La sua tranquilla vita cambia quando il New York Police Department chiede il suo aiuto per catturare un serial killer che commette degli omicidi ispirandosi al suo ultimo romanzo. Reinhart si vede costretto ad aiutare la detective Lizzie Needham nelle indagini. Dopo gli iniziali contrasti, i due formano una coppia di perfetti investigatori. Ma la nuova vita di Reinhart rischia di compromettere il suo rapporto con il marito, a cui aveva promesso di non tornare mai più a lavorare per la CIA.

## Personaggi e interpreti

### Principali
- Dr. Dylan Reinhart interpretato da Alan Cumming: inizia a collaborare con la detective Needham; ex-agente della CIA - dove ha conosciuto Julian - diventato professore e scrittore; è sposato con Andy.
- Elizabeth "Lizzie" Needham interpretata da Bojana Novaković: detective del NYPD costretta a collaborare con Reinhart; ha da poco perso il suo ex partner e compagno Charlie; è molto legata al suo vecchio cane, Gary.
- Andrew "Andy" Wilson interpretato da Daniel Ings: marito di Dylan; ex avvocato che ha rinunciato alla carriera per inseguire il sogno di aprire un bar.
- Julian Cousins interpretato da Naveen Andrews: "amico/rivale" di Dylan che ha conosciuto alla CIA.
- Jasmine Gooden interpretata da Sharon Leal: amica e nuovo superiore di Lizzie.

### Ricorrenti
- Joan Ross, interpretata da Whoopi Goldberg
- Jimmy Marino interpretato da John Mainieri: detective.
- Kanter Harris interpretato da Michael B. Silver: sergente.
- Anthony Fucci interpretato da Danny Mastrogiorgio: detective.
- Rafael Sosa interpretato da Alejandro Hernandez: detective.
- Zack Clark interpretato da Stephen Rider: ufficiale di polizia.
- Doug interpretato da Andrew Polk: medico legale.

## Episodi
| Stagione         | Episodi | Prima TV originale | Prima TV Italia |
| ---------------- | ------- | ------------------ | --------------- |
| Prima stagione   | 13      | 2018               | 2018            |
| Seconda stagione | 11      | 2019               | 2019-2020       |